# 沙利文山

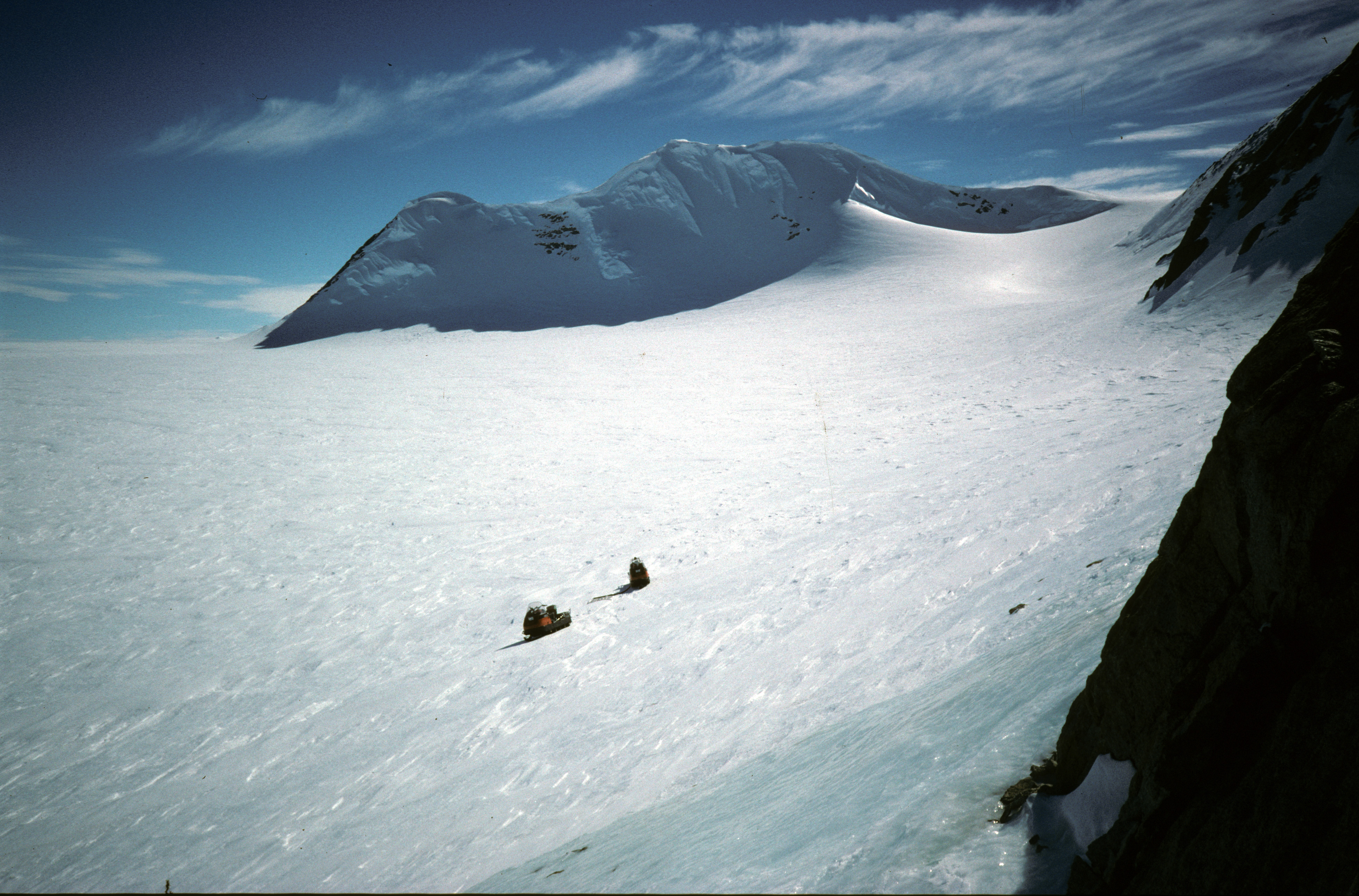

沙利文山（英語：Mount Sullivan），是南極洲的山峰，位於帕爾默地，屬於伊特尼蒂山脈的一部分，海拔高度2,070米，在1928年由澳大利亞探險家拍攝空中照片，現時由南極條約體系管理。